# Friedrich August Lapp
Friedrich August Lapp (* 7. Juni 1848 in Ixheim, Königreich Bayern; † 7. September 1909 in Halberstadt, Königreich Preußen) war ein vorwiegend auf heutigem österreichischen Staatsgebiet tätiger deutscher Industrieller.

## Leben und Wirken
Friedrich August Lapp wurde am 7. Juni 1848 als jüngerer Bruder des später ebenfalls als Industrieller tätigen Daniel von Lapp in Ixheim im damaligen Königreich Bayern geboren. Nach dem Studium am Polytechnikum Zürich arbeitete er anfangs in Deutschland und den Vereinigten Staaten, ehe er sich in weiterer Folge den gemeinsam mit seinem Bruder in Österreich (Cisleithanien) erworbenen Betrieben widmete. Die in Graz ansässige und im Laufe ihres Bestehens mehrmals vergrößerte Grazer Tischler- und Schlosserwarenfabrik Brüder Lapp spezialisierte er vor allem auf Baubeschläge und galt als ein bahnbrechender Wegbereiter der modernen Schlosserwarenfabrikation. Um das Jahr 1885 war der später weltweit bekannte Johann Puch ein kurzzeitiger Mitarbeiter des brüderlichen Unternehmens. Nachdem er die Tischlerwarenproduktion um das Jahr 1887 eingestellt hatte, gründete Lapp bald darauf eine Weicheisen- und Stahlgießerei. Etwa zu dieser Zeit ging die Firma auch in seinen Alleinbesitz über. 1901 erwarb Lapp eine zusätzliche Fabriksanlage in Ödenburg und wandelte die Firma in eine Aktiengesellschaft, die Eisenwarenfabriks AG Sopron-Graz, um.
Lapp trat daraufhin als 1. Vizepräsident dieser Aktiengesellschaft, deren Besitz in Österreich im Jahre 1918 mit der AG des Adolf Finze, vormals Finze & Co, fusionierte und in weiterer Folge als Lapp-Finze Eisenwarenfabriken AG bestand, in Erscheinung. Die Fabriksanlagen in Ödenburg, wohin die Gießerei im Jahre 1908 verlegt worden war, blieb nach dem Ende der Doppelmonarchie als selbstständiger Betrieb erhalten. Daneben bemühte er sich um die zeitgemäße Ausgestaltung der Anlagen der seit März 1892 gemeinsam mit seinem Bruder und dem Schwager Ludwig Mayer geführten Blech- und Achsenfabrik Brüder Lapp in Rottenmann, einem der Vorgängerbetriebe auf dem Gelände der späteren Bauknecht und heutigen AHT Cooling Systems.
In Rottenmann machte er sich zudem durch umfangreiche Aufforstungen in den zum Werk gehörenden Wäldern, den Bau von Arbeiterwohnhäusern, um die elektrische Stadtbeleuchtung, sowie um den Aufschwung der dortigen Eisenindustrie verdient. Unter der Führung der Gebrüder Lapp erfolgten zahlreiche Neuerungen des ehemaligen Rottenmanner Eisenwerks, das mit besonderen Turbinenkraftwerken, Stahlwerken, Walzwerken, sowie vier Elektrizitätswerken ausgestattet wurde. Auch ein eigenes Sägewerk wurde in dieser Zeit betrieben. 1906 wurde hier der erste Stahlschmelzlichtofen in der Monarchie in Betrieb genommen. Im gleichen Jahr wurde auch der Betrieb des ersten Lastkraftwagens aufgenommen. Ferner war Lapp Vizepräsident des Verwaltungsrates der Grazer Maschinen- und Waggonbau-Aktiengesellschaft und ein Mitglied des Polytechnischen Klubs in Graz.

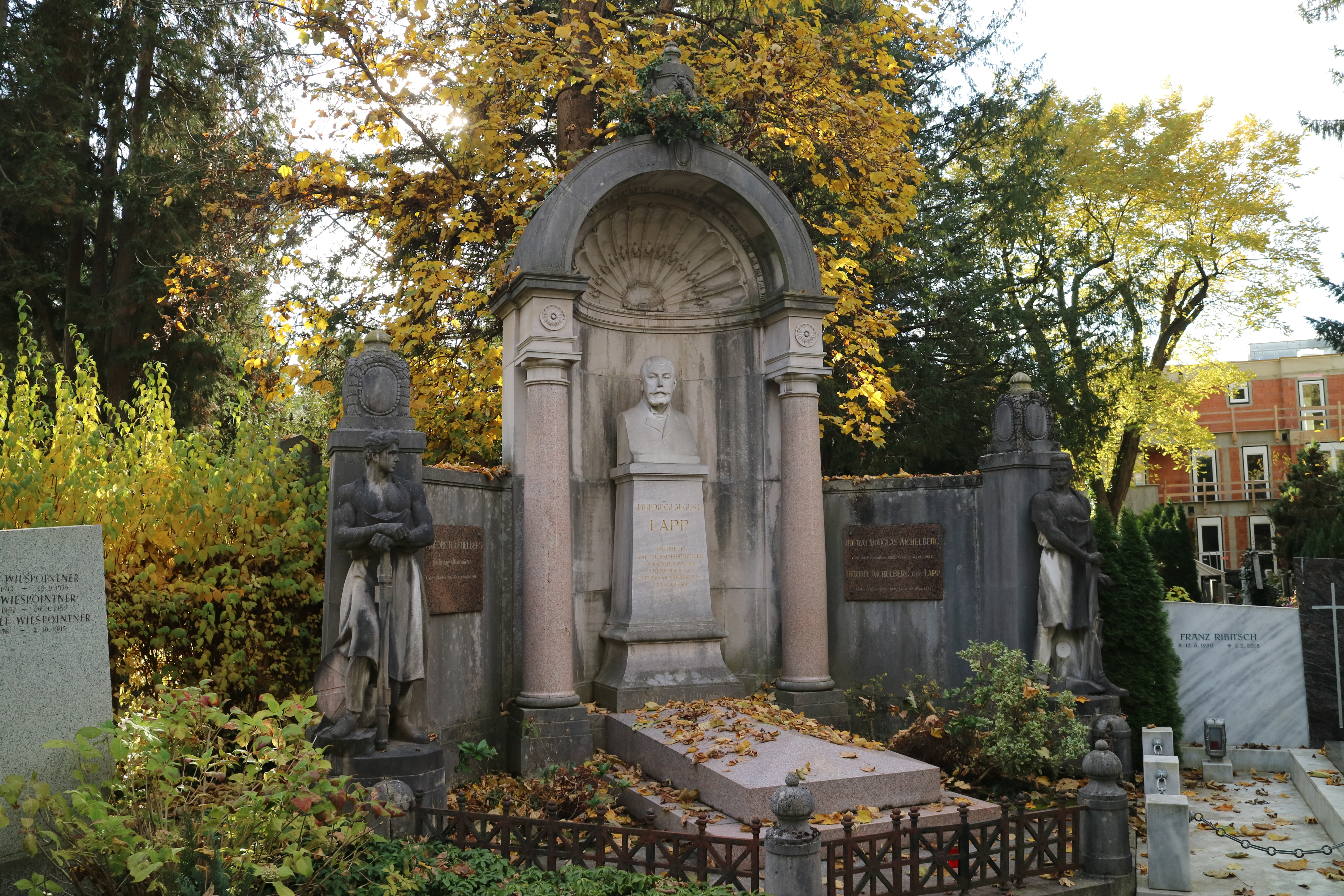
Grab auf dem Stadtfriedhof St. Peter

Am 7. September 1909 starb Lapp 61-jährig in Halberstadt im damaligen Königreich Preußen. Sein Bruder Daniel starb etwas über ein Jahr später, am 14. Oktober 1910 im Alter von 74 Jahren. Die Umwandlung der Firma in eine Aktiengesellschaft mit der Bezeichnung Rottenmanner Eisenwerke AG, vormals Gebrüder Lapp im Jahre 1928 erlebten somit beide nicht mehr.